# Edward W. Lawton
Edward W. Lawton (* 1. Oktober 1786 in Providence, Rhode Island; † 16. März 1867 in Newport, Rhode Island) war ein US-amerikanischer Politiker. Zwischen 1847 und 1849 war er Vizegouverneur des Bundesstaates Rhode Island.
Über Edward Lawton gibt es kaum verwertbare Quellen. Er lebte zumindest zeitweise in Newport. Zwischen 1847 und 1849 war er an der Seite von Elisha Harris Vizegouverneur von Rhode Island. Dabei war er Stellvertreter des Gouverneurs und Vorsitzender des Staatssenats. Politisch war er Mitglied der 1854 gegründeten Republikanischen Partei. Bei den Präsidentschaftswahlen des Jahres 1856 fungierte er als einer von vier Wahlmännern seines Staates, die den bundesweit unterlegenen republikanischen Kandidaten John C. Frémont wählten.
Edward W. Lawton verstarb am 16. März 1867 und wurde in Newport beigesetzt.